# Џералд Браун
Џералд Браун (Лос Анђелес, 28. јул 1975) бивши је амерички кошаркаш. Играо је на позицији плејмејкера и бека и наступао је за велики број екипа, пре свега у Јужној Америци и Европи. У два наврата наступао је и за Партизан. Једну сезону играо је за чувене Харлем глобротерсе.

## Каријера
Колеџ каријеру Браун је провео у универзитетској екипи Пипердина. Излазна година за драфт му је била 1998, али није драфтован. Како год, следеће године потписује за Финикс сансе. За Финикс је одиграо 33 утакмице, где ја за просечних 7 минута по мечу постизао 2,4 поена и 0,9 асистенција. Након тога мења клубове, како у нижеразредној америчкој ЦБА лиги тако и у Јужној Америци. Вредно помена је играње за чувене Харлемовце у сезони 2001/02. Након тога потписује за Хапоел из Јерусалима. У Израелској лиги просечно је бележио 19,3 поена, 4,1 скокова, 4,1 асистенције и 1 украдену лопту по мечу. То је било више него довољно да западне за око свим клубовима у Европи. Након одласка Милоша Вујанића стиже као замена у Партизан, у сезони 2003/04. У Партизану је одиграо веома добру сезону, освојивши првенство Србије и Црне Горе, а у Евролиги просечно је постизао 12,6 поена уз проценат шута за три поена од 39,4%. Након те сезоне одлази у Албу с којом стиже до полуфинала домаћег првенства, да би се у Партизан вратио већ 2005. године, и то као замена Вулету Авдаловићу. Овога пута је имао знатно скромнији учинак од свега 49 поена на 8 мечева Евролиге. Након тога, вредно помена је једногодишње играње у шпанској АЦБ лиги, и то за Фуенлабраду. Каријеру је окончао 2012. године.